# Cosmic Spacehead
 (décembre 2018).
Si vous disposez d'ouvrages ou d'articles de référence ou si vous connaissez des sites web de qualité traitant du thème abordé ici, merci de compléter l'article en donnant les références utiles à sa vérifiabilité et en les liant à la section « Notes et références ».
Cosmic Spacehead (ou Linus Spacehead's Cosmic Crusade) est un jeu vidéo sorti en 1993 sur Amiga, DOS, Game Gear, Master System, Mega Drive et NES. Il s'agit d'un jeu d'aventure, où les différentes sections sont reliées par des séquences de plates-formes. Il a été développé et édité par Codemasters.
Ce jeu est la suite de Linus Spacehead, un jeu de plates-formes uniquement paru en tant que l'un des 4 jeux de la cartouche NES Quattro Adventure (en).

## Scénario
Linus est un extraterrestre de la planète Linoleum qui s'était écrasé sur la légendaire planète Terre. Après être retourné sur sa planète, il s'attend à un accueil triomphal, mais ses compatriotes se montrent sceptiques quant à l'existence de cette prétendue « planète Terre ». Linus décide alors de retourner sur Terre, cette fois-ci avec un appareil photo. Cependant, il est à court de Linobucks — la monnaie de sa planète — et doit effectuer un périple afin de se procurer une nouvelle voiture cosmique et un appareil photo.
L'aventure de Linus se compose de trois parties :
- la première se déroule sur Linoleum, il devra se procurer un appareil photo et quitter la planète. Par exemple, il sera amené à se procurer un faux permis de conduire au nom de Larry Flint (en référence à Larry Flynt) afin de pouvoir concourir à une course d'auto-tamponneuses ;
- la deuxième se déroule sur la planète Detroitica. Il devra réprimer une révolte de robots et se procurer une voiture ;
- la troisième se déroule dans une station spatiale abandonnée. Il n'a plus de carburant et doit s'en procurer.

## Système de jeu
Cosmic Spacehead alterne entre deux modes de jeu : aventure et plates-formes.

### Mode aventure
Le mode aventure est le mode principal du jeu. Il s'agit d'un "point-and-click" dans lequel Linus devra résoudre les diverses énigmes pour pouvoir progresser dans l'aventure.
Chaque lieu important de Linoleum contient une cabine de téléportation, permettant de se transporter vers la cabine d'un autre lieu, à condition de posséder la clé correspondante (il faut donc accéder à la cabine à pied au moins la première fois). Certaines de ces cabines laissent Linus avec un effet secondaire (il peut émettre de la lumière, être cloné...) qui est nécessaire pour résoudre une énigme.
Les sauvegardes s'effectuent avec un système de mots de passe. Des bornes "P" sont situées à différents endroits du jeu. Lorsqu'une borne est utilisée – et chaque borne ne peut être utilisée qu'une seule fois – un mot de passe est fourni au joueur.

### Mode plates-formes
Lorsque Linus voyage pour la première fois entre deux écrans du mode aventure, il doit parcourir un niveau de plates-formes, dans lequel il doit éviter les ennemis et ne pas tomber dans les précipices. Il peut aussi collecter des objets (des friandises), obtenant une vie supplémentaire après en avoir collecté dix.
Linus meurt au moindre contact avec un ennemi, et ses sauts sont de faible hauteur, il est donc conseillé de ne pas chercher à franchir les niveaux rapidement (même si c'est possible, les niveaux étant courts), mais plutôt d'observer les mouvements des ennemis et passer lorsqu'une ouverture se présente. Ceci est particulièrement vrai pour la première version NES, Linus Spacehead's Cosmic Crusade, dans laquelle Linus ne peut pas changer de direction en cours de saut (il peut le faire dans la seconde version, Cosmic Spacehead).

## Versions

### Graphismes
Les versions PC, Mega Drive et Amiga ont des graphismes complètement différents : ils sont beaucoup plus détaillés, ressemblant aux cartoons des années 60, comme les Jetson.

### NES
La première version NES, Linus Spacehead's Cosmic Crusade, fut publiée en cartouche indépendante et fut aussi l'un des 7 jeux publiés pour l'Aladdin Deck Enhancer.
Au moins en Europe, une nouvelle version fut publiée, sous le nom de Cosmic Spacehead.
Celle-ci inclut le mini-jeu Pie Slap, et Linus saute plus haut et peut changer de direction en cours de saut, ce qui facilite les sections de plates-formes.
Comme les autres jeux Codemasters, les versions NES ne furent pas licenciées par Nintendo.

### Mega Drive
La version Mega Drive fut également incluse dans une cartouche "deux en un" avec Fantastic Dizzy.

## Mini-jeu Pie Slap
Toutes les versions, sauf la première version NES Linus Spacehead's Cosmic Crusade, incluent un mini-jeu jouable à deux joueurs dénommé Pie Slap, inspiré du jeu Armor Ambush de la console Atari 2600.